# Swati (nakszatra)
Swati (Dewanagari: स्वाती; Svātī) – nakszatra, rezydencja, dom księżycowy.
Termin używany w astrologii dźjotisz do określenia części Zodiaku, której pierwsza część znajduje się w Wadze a druga część należy do Skorpiona.
W sanskrycie swati oznacza miecz. W praktyce oznacza czas dzień ruchliwy, pełen niepokoju. Dobry na zabawy, odwiedziny oraz spotkania towarzyskie.